# Župnija Sv. Marjeta pri Rimskih Toplicah
Župnija Sv. Marjeta pri Rimskih Toplicah je rimskokatoliška teritorialna župnija dekanije Laško škofije Celje.
Do 7. aprila 2006, ko je bila ustanovljena škofija Celje, je bila župnija del savskega naddekanata škofije Maribor.